# Megachile iranica
Megachile iranica là một loài Hymenoptera trong họ Megachilidae. Loài này được Rebmann mô tả khoa học năm 1970.